# Río Zaña
El Río Zaña es un río del Perú que discurre de este a oeste, bajando por la ladera occidental de los Andes hacia el Océano Pacífico. La parte baja de la cuenca está en el Departamento de Lambayeque, mientras que la cuenca alta pertenece al Departamento de Cajamarca.
Se encuentra situado al norte del valle del Río Jequetepeque, cuyo valle contiene la ruta desde Chiclayo a Cajamarca; y al sur del río Chancay-Lambayeque (llamado río Lambayeque o Reque en su ramales centro y sur inferiores), en el que se encuentra el reservorio de Tinajones y Huaca Rajada-Sipán, el sitio donde se encontró al Señor de Sipán.
En la parte baja del valle están las ciudades de Zaña, Cayalti y Oyotún, mientras que si uno se adentra, hacia la mano derecha uno va a La Florida y Niepos, y subiendo por la ladera izquierda uno llega a Monte Seco y si sube más arriba, al caserío de Udima. En la parte más profunda, al final del valle del Zaña se encuentra el caserío de Taulis. Cerca del nacimiento del río Zaña nace también el río Chancay-Lambayeque.
Este río es de gran importancia para la ciudad que lleva su mismo nombre. En la Costa Lambayecana riega los distritos de Oyotún, Nueva Arica, Saña y Lagunas.
Históricamente, sus inesperadas crecientes han causado destrucción y muerte; tales son los casos de 1720, en que destruyó al pueblo de Zaña y en el presente siglo, los de 1925 y 1983 Entre 1971 y 1982, el año que mayor masa de agua trajo fue 1973: 405’410,000 M³ y el de menor volumen 1980: 79.’358,000 m³.